# Алфред Џонатан Квак
Алфред Џонатан Квак (јап. 小さなアヒルの大きな愛の物語 あひるのクワック) (хол. Alfred Jodocus Kwak) је јапанско-холандско-немачка цртана серија снимана и емитована широм Азије и Европе 1989—1991. године. Пројекат је рађен у копродукцији холандских ТВ мрежа „ВАРА“, „Телескрин“, јапанске ТВ Токио, немачке ЗДФ и шпанске ТВЕ, те садржи 52 епизоде. Серија је базирана на позоришној представи холандског глумца, музичара и кантаутора Хермана ван Вена, који је уједно отпевао тему за насловну шпицу на неколико језика и глумио неколико улога у холандској верзији. „Алфред“ је синхронизован и титлован на многе језике. Године 1991. ван Вен је за ову серију добио Златну камеру.

## Тема и ликови
Главни лик је патак - Алфред Џонатан Квак. Његова породица живи у измишљеној земљи Океанији (у оригиналу „Велика водена земља“, „Groot-Waterland“, која, пак, изузев по називу нема никакве везе са истоименом групом острва, већ географски највише подсећа на Холандију), а његови родитељи (Јохан Себастијан и Ана - алузија на композитора Јохана Себастијана Баха и његову супругу) и сва браћа и сестре (укупно шесторо) погинули су у саобраћајној несрећи неколико дана након његовог рођења, када су људи дошли да граде у његовој родној мочвари. Усваја га први комшија, кртица Хенк, са којим проводи детињство и рану младост. У школи упознаје велики број пријатеља, али и свог потоњег главног противника - врану Долфа (по лику, имену, али и по гласу, алузија на немачког диктатора Адолфа Хитлера), који се стиди свог порекла, па свој жути кљун ималином фарба у црно. По завршетку школе, Алфред се бави разним делатностима, између осталог спасава китове од градоначелниковог покоља, такође, са професором Буфоном налази лек за опасно оболелог египтолога, професора Рамзеса, отишавши у Египат. Најозбиљнији заплет у радњи, пак, догађа се када Долф оснива „Вранину партију“ (алузија на Нацисте), која протерује све врсте дотадашње власти, те спроводи терор у Океанији. Алфред са пријатељима бежи у „Нову Океанију“ (алузија на САД), одакле организује велику пљачку Долфовог трезора што доводи до његовог пада са власти. У наредном периоду, Алфред и Долф се више пута сукобљавају. У међувремену, главни јунак упознаје породицу илегалних емиграната, црних патака, из Африке. Двоје од њих, родитељи, враћају се потом кући, али кћерка Вини, у коју се Алфред заљубљује, те њен млађи брат остају у Океанији. Долфови бивши савезници настављају да их прогоне. У последњој епизоди, Долф киднапује Вини, али Алфред је спасава, а његов противник завршава у затвору.

## Приказивање у Србији
На подручју Србије, синхронизована верзија је оригинално приказивана на БК телевизији од 2. септембра 1996. до почетка 1997. године и касније на локалним тв каналима. Ова ТВ кућа је и технички обрадила серију, међутим гласове су позајмили глумци српске синхронизацијске трупе Квартет Амиго.